# 羽富琉偉
羽富 琉偉（はとみ るい、1996年6月13日 - ）は、日本のタレント（モデル・俳優）、バレーボール選手である。（株）リボーン所属。本名及び旧芸名は羽富 和大（はとみ かずひろ）。

## 人物
- 順天堂大学 出身
- 特技 バレーボール（2015年 バレーボールで国体出場）
- 趣味 ゲーム
- 好きな食べ物 おいなりさん

## 来歴（バレーボール）
茨城県立境高等学校入学後、「厳しくなさそうだから」という理由でバレーボールを始める。
高校時代に元日本代表の柴田恭平の指導を受け、県選抜への選出や国体出場を果たしている。
順天堂大学に進学しバレーボール部に所属するが、周りとの実力差を感じたこととモデル活動に興味を持ったことが重なり2年進級時に退部している。
2018年と2019年のハイパープロジェクション演劇「ハイキュー!!」出演を機に再度バレーボールに挑戦したいという熱が高まり、2020年にトライアウトを経てV.LEAGUE DIVISION3の千葉ZELVAに入団。2021年1月にはスターティングメンバーとしての出場を果たした。
2022年、スポルディング・ジャパンとブランドアンバサダー契約を結ぶ。
2024年4月、戦力外通告を受け、千葉ZELVAを退団。7月に東京ヴェルディ入団が発表された。

## 所属チーム
- 茨城県立境高等学校
- 順天堂大学
- 千葉ZELVA（2020-2024年）#23
- 東京ヴェルディ（2024年-）

## 出演

### コンテスト
- 2016年 ジュノンスーパーボーイコンテスト ベスト50
- 2017年 ミスタージャパン ファイナリスト
- 2017年 キャンパスコレクション メンズモデル
- ミスタースプラナショナルジャパン ベスト3
- 2017年 AMAアジアスーパーモデルコンテストトップ10受賞（中国）

### 舞台
- 2018年 ハイパープロジェクション演劇 「ハイキュー!!」「はじまりの巨人」 伊達工業 黄金川貫至 役（映像出演）[13]

- 2019年 ハイパープロジェクション演劇 「ハイキュー!!」伊達工業 黄金川貫至役舞台出演 [14]

### iD-G
- ダンスボーカルユニット iD-G 所属[15]

### その他
- 2018年 TBCコレクション出演
- 2019年 沖直実のいい男祭り 出演[16]